# Włośnia

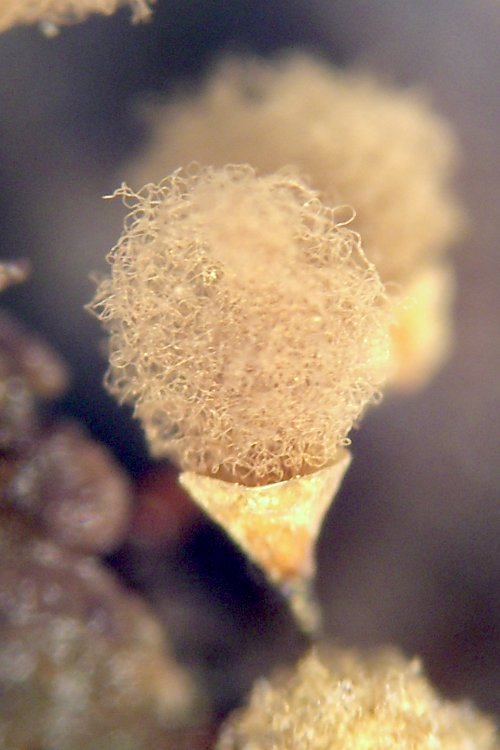
Włośnia zapletki kieliszkowatej

Włośnia (łac. capillitium) – nitkowate, płonne strzępki grzybni, które wraz z zarodnikami wypełniają wnętrze owocników typu zamkniętego (tzw. owocników angiokarpicznych) u niektórych grzybów owocnikowych (dawniej zwanych wnętrzniakami). Występuje też u śluzowców. Włośnię mają np. purchawki. Po otwarciu się owocnika, sprężysta włośnia ułatwia rozsiewanie się zarodników.
Oprócz włośni właściwej u niektórych gatunków grzybów występuje nibywłośnia. Zbudowana jest ze strzępek cienkościennych, hialinowych i septowanych, podczas gdy włośnię prawdziwą u purchawek budują strzępki grubościenne, nieseptowane i wybarwione na brązowo.
Morfologia włośni to ważna cecha gatunkowa, umożliwiająca oznaczenie niektórych gatunków grzybów. Przy mikroskopowej analizie włośni bierze się pod uwagę:
- czy jest to włośnia prawdziwa, czy nibywłośnia,
- budowę strzępek włośni, czy są one pojedyncze, połączone z sobą lub rozgałęzione,
- szerokość strzępek i grubość ich ścianek, wybarwienie,
- czy na wewnętrznych ścianach strzępek włośni występują jamki,
- elastyczność włośni, czy jest elastyczna, czy łamliwa. W tym celu umieszcza się włośnię pod szkiełkiem nakrywkowym. Jeśli po jego potrąceniu rozpada się na drobne fragmenty, jest łamliwa[1].